# 皮尼利亚德洛斯莫罗斯
皮尼利亚德洛斯莫罗斯，是西班牙卡斯蒂利亚-莱昂布尔戈斯省的一个市镇。总面积11平方公里，总人口45人（2001年），人口密度4人/平方公里。